# Stéphane Moulin (football)
Cet article concerne l'entraîneur. Pour l'arbitre, voir Stéphane Moulin (arbitre). Pour les autres articles homonymes, voir Moulin (homonymie).
Stéphane Moulin, né le 4 août 1967 à Paris, est un footballeur français devenu entraîneur. Il entraîne actuellement le Valenciennes FC.
Après cinq saisons à la tête de l'équipe réserve d'Angers SCO, il est promu en 2011 à la tête de l'équipe première, qu'il fera monter en 2015 en Ligue 1 avant de la maintenir à ce niveau pendant six saisons d'affilée. Entre 2018 et 2021, il est l'entraîneur ayant la plus grande longévité parmi les grands championnats européens.  
À la suite de son départ du club, il rejoint le Stade Malherbe Caen durant deux saisons, avec qui il termine 7e puis 5e de Ligue 2.

## Biographie

### Joueur
Stéphane Moulin réalise une carrière professionnelle de footballeur au poste de milieu de terrain. Repéré au club de Plaisir, il est formé au Angers SCO, où il remporte le championnat de France cadets et est sélectionné en équipe de France juniors. Il y joue en équipe première de 1984 à 1990, en deuxième division du championnat de France, niveau où il dispute 133 matchs et marque six buts. 
Il porte ensuite les couleurs de La Berrichonne de Châteauroux, avec lequel il monte de Division 3 en Division 2 en 1991, puis du Stade olympique châtelleraudais, où il joue cinq saisons en Division 3 et National 1 entre 1992 et 1997,.

### Entraineur
En 1997, à 30 ans, alors que son club de Châtellerault est relégué en Championnat de France amateur (la 4e division du championnat de France), il arrête sa carrière de footballeur et en devient l'entraîneur. Il y reste huit saisons, toutes en CFA, marquées par trois 2e places, en 2001, 2004 et 2005. À l'issue de cette dernière saison, le club est promu en National.   
En 2005, il retourne vivre à Angers et travaille dans un entrepôt. Un an plus tard, Il est recruté par son club formateur, l'Angers SCO, tout juste repris par l'entrepreneur Willy Bernard et l'ancien joueur Olivier Pickeu, pour intégrer l'équipe technique et diriger l'équipe réserve, en CFA 2, avec laquelle il obtient de bons résultats pendant cinq ans.   
En juin 2011, à la suite du départ de l’entraîneur de l’équipe première Jean-Louis Garcia au RC Lens, Pickeu lui propose de devenir l’entraîneur de l'équipe première en Ligue 2, quand bien même il n'a pas encore les diplômes requis. Il accepte, alors que le club est menacé de rétrogradation administrative en National. Malgré une interdiction de recruter et des performances irrégulières, il parvient à mener son équipe à la 11e place du championnat pour sa première saison. Il confirme le redressement du club lors des deux saisons suivantes, terminées respectivement aux 5e et 9e rangs. Enfin, lors de la saison 2014-2015, Stéphane Moulin et son équipe valident leur ticket pour la Ligue 1, officialisé le 22 mai 2015, en terminant troisième du championnat de Ligue 2.  
Pour leur retour en Ligue 1, les Angevins, qui disposent d'un des plus petits budgets, surprennent et tutoient longtemps les places européennes. Brillant par leur organisation et leur efficacité, ils terminent à la neuvième place du championnat, synonyme d'un premier maintien sans frayeur. Le club poursuit son développement les années suivantes et parviennent à se maintenir chaque année dans l'élite, malgré le départ chaque année d'un ou plusieurs joueurs majeurs (les dernières années, Nicolas Pépé, Karl Toko Ekambi, Jeff Reine-Adélaïde et Flavien Tait notamment). En 2017, le club atteint la finale de la Coupe de France mais s'y incline face au Paris Saint-Germain au bout du temps réglementaire (0-1).  
En 2020, Pickeu est licencié par le président du club Saïd Chabane. Le 26 mars 2021, au bout de sa 10e saison au club, Moulin annonce quitter le SCO en fin de saison, avec son équipe technique. Il est à ce moment-ci l’entraîneur le plus anciennement en poste dans les « cinq grands championnats » européens,,. Il part en assurant un 6e maintien d'affilée en Ligue 1, ce que le club angevin n'avait pas connu depuis les années 1960. 
Le 4 juin 2021, le SM Caen, alors en Ligue 2 et dont Olivier Pickeu a été nommé président délégué un an plus tôt, annonce la signature du contrat le liant à l'entraîneur pour les trois prochaines saisons. Il arrive dans le club avec ses adjoints Serge Le Dizet, Patrice Sauvaget et Benoît Pickeu,.
Le 17 mai 2023, le club normand annonce la fin de la collaboration avec Stéphane Moulin à l'issue de la saison 2022-23.
Il signe au Valenciennes FC le 21 mai 2025.

## Style
Stéphane Moulin n'a pas de style ou de système auquel il est très attaché, sinon sa volonté de proposer un « football cohérent, pragmatique, au sein d’une équipe bien en place, avec une organisation équilibrée », adapté aux moyens de son effectif. Il demande beaucoup d'effort physique et d'endurance de la part de ses joueurs, et de l'intelligence tactique, notamment dans le positionnement par rapport à ses partenaires. Lors de son arrivée en Ligue 1, il ajoute à l'intensité du pressing et à la densité de la défense une grande efficacité en contre-attaques et sur coups de pied arrêtés. Il brille aussi par sa capacité à convaincre et à rassembler ses joueurs. 
En termes de schémas tactiques, il utilise ainsi préférentiellement le 4-4-2 lors de ces premières années à Angers, le 4-2-3-1 / 4-3-3 après la montée d'Angers en Ligue 1, et le 3-5-2 lors de sa première année à Caen.
Il dit avoir pour modèles en France Christian Gourcuff, dont il admire la constance et la méthode, et Didier Deschamps, pour sa réussite et sa capacité à remporter des titres.

## Vie privée
Il est père de quatre enfants. Sa femme meurt d'une tumeur au cerveau en janvier 2023.

## Statistiques

### Joueur
| Saison    | Club             | Championnat | Matchs | Buts |
| --------- | ---------------- | ----------- | ------ | ---- |
| 1984-1985 | SCO Angers       | D2          | 18     | 0    |
| 1985-1986 | SCO Angers       | D2          | 30     | 3    |
| 1986-1987 | SCO Angers       | D2          | 30     | 2    |
| 1987-1988 | SCO Angers       | D2          | 5      | 0    |
| 1988-1989 | SCO Angers       | D2          | 23     | 0    |
| 1989-1990 | SCO Angers       | D2          | 27     | 1    |
| 1990-1991 | LB Châteauroux   | D3          | 30     | 8    |
| 1991-1992 | LB Châteauroux   | D2          | 21     | 1    |
| 1992-1993 | SO Châtellerault | D3          | 30     | 6    |
| 1993-1994 | SO Châtellerault | N1          | 27     | 2    |
| 1994-1995 | SO Châtellerault | N1          | 32     | 1    |
| 1995-1996 | SO Châtellerault | N1          | 28     | 2    |
| 1996-1997 | SO Châtellerault | N1          | 12     | 0    |
| Total     | Total            | Total       | 313    | 26   |

### Entraineur
| Équipe           | Date de début    | Date de fin      | M.  | V.  | N.  | D.  | Bp.  | Bc.  | Diff. | % victoires |
| ---------------- | ---------------- | ---------------- | --- | --- | --- | --- | ---- | ---- | ----- | ----------- |
| SO Châtellerault | 30 juin 1997     | 1er juillet 2005 | 285 | 115 | 89  | 81  | 398  | 348  | +50   | 40,35       |
| Angers SCO B     | 1er juillet 2005 | 22 juin 2011     | 180 | 76  | 44  | 60  | 250  | 215  | +35   | 42,22       |
| Angers SCO       | 22 juin 2011     | 23 mai 2021      | 416 | 154 | 111 | 151 | 509  | 500  | +09   | 37,02       |
| SM Caen          | 4 juin 2021      | 2 juin 2023      | 79  | 29  | 24  | 26  | 106  | 88   | +18   | 36,71       |
| Total            | Total            | Total            | 960 | 374 | 268 | 318 | 1263 | 1151 | +112  | 38,96       |